# 二ツ森亨・由美
二ツ森亨・由美（ふたつもり とおる・ゆみ）は、元競技ダンス選手。二ツ森亨ダンスアカデミーを経営。

## 主な成績
全日本10ダンス選手権大会9連覇、世界10ダンス選手権大会ファイナリスト、世界ラテンアメリカンショーダンス選手権ファイナリスト
現在はJDC（公益社団法人日本ダンス議会）審査員やコーチャーとして日本のトッププロや台湾等海外の競技選手の指導に力を入れている。
メディアでの活動としては日本テレビ「ウリナリ芸能人社交ダンス部」のコーチや「Shall we dance?～オールスター社交ダンス選手権～」放送時のスーパーバイザーも務めていた。
また、日本テレビ「ヒルナンデス！」の「社交ダンス踊るんデス！」でオリラジ中田＆いとうあさこペアを指導。

## 二ツ森亨
青森県出身、2月22日生まれ。身長178cm、O型。

## 二ツ森由美
福島県出身、5月18日生まれ。身長161cm、O型。